# 차종복 (필드하키 선수)
차종복(1980년 1월 29일 ~ )은 대한민국의 필드하키 선수이며 인천광역시 출신이다.

## 경력
- 2006년 아시안 게임 남자 하키 국가대표
- 2008년 하계 올림픽 남자 하키 국가대표
- 2012년 하계 올림픽 남자 하키 국가대표

## 수상
- 2006년 아시안 게임 남자 하키 금메달